# 김신철 (문학가)

김신철(金信哲, 1929년 12월 13일 ~ 2001년 9월 14일)은 대한민국의 아동문학가이다. 호는 아림(兒林)이며, 전라남도 나주군 다시면 영동리에서 출생하였다.